# Diana Scultori Ghisi
Pour les articles homonymes, voir Ghisi.
Diana Scultori Ghisi ou Diana Mantovana ou encore Diana Mantuana, née à Mantoue en 1547 et morte à Rome le 5 avril 1612, est une artiste graveuse italienne maniériste qui a été active au XVIe siècle et au début du XVIIe siècle.

## Préambule
La Renaissance par ses changements culturels, (comme le mouvement vers l'humanisme) a permis aux femmes artistes de se mettre en valeur et de se faire une réputation internationale. Les nombreuses publications artistiques ont mis à la disposition des femmes italiennes des connaissances permettant une meilleure éducation et par là favorisant leur épanouissement.
Le changement des mœurs a permis aux femmes d'étudier l'art, même si la plupart des filles d'artisans ont appris l'art au sein de leur famille auprès de leur père et frères.
Toutefois il était inhabituel pour une fille d'être formée à la gravure et à en faire une carrière publique, comme ce fut le cas pour Diana Scultori Ghisi.

## Biographie
Diana Scultori Ghisi, née en 1547, est l'une des trois filles de Giovanni Battista Mantuano (un graveur de la cour de Mantoue) qui lui donna des leçons de peinture et de gravure. Non seulement elle a été connue pour ses magnifiques gravures mais elle a également été enregistrée comme la première femme autorisée à vendre son travail sous  son propre nom.
En 1575, elle épousa Francesco da Volterra (connu aussi sous le nom de Francesco Capriani), un aspirant architecte et le couple s'installa à Rome afin de donner un essor à leurs carrières respectives. À Rome, Diana acquit également la réputation d'une femme d'affaires tenace. En 1576, elle démarcha la cour pontificale où elle montra des plaques gravées en demandant et obtenant l'autorisation de vendre son travail sous son propre nom (Diana Mantuana ou Diana Mantovana).
Elle a également aidé son mari dans sa carrière d'architecte en lui obtenant d'importantes commandes. 
Diana est reconnue pour avoir eu une très bonne réputation et pour son savoir-vivre. On a dit d'elle qu'elle était très charmante et très bien élevée. En dehors des affaires elle a toujours pris soin de sa famille. Sa mère veuve et sa sœur célibataire ont emménagé avec elle et son mari.
Durant les années 1500 les artistes ont vu leur liberté restreinte en raison de règles strictes imposées par l'Eglise. Si l'Eglise considérait l'œuvre comme « dissidente », l'artiste pouvait être exposé à l'excommunication, à des amendes ou même à la saisie de ses biens propres. 
Toutes les images et les textes étaient contrôlés et répertoriés afin de protéger la propriété artistique d'origine et étaient soumis au jugement critique du public. 
Soumise à ces règlements Diana a gagné la réputation d'artiste talentueuse et attachante. D'autres artistes populaires comme Lavinia Fontana se sont inspirées de ses gravures. Diana a pris le travail d'autres artistes comme modèle, mais la plupart des dessins pour ses gravures provenaient soit de son mari, ou d'un membre de sa famille (Le peintre Teodoro Ghigi était son frère). 
Diana est connue pour avoir changé plusieurs fois de signature à différents moments de sa vie. Dans la plupart de ses œuvres elle a signé sous le nom de Diana Mantuana ou Diana Mantovana. On ne connaît aucun travail de sa main signé sous le nom de « Scultori ».
Diana a été l'une des rares femmes artistes que Vasari mentionne dans l'édition des Vite de 1568.
Il a été constaté que Diana a produit 62 tirages au cours de sa vie et elle a adopté avec succès différents styles tout au long de sa vie.
Une de ses plus célèbres gravures est une volute ionique abondamment décorée avec élégance d'une chaîne de feuilles d'acanthe et de fleurs.
Ses œuvres se différencient des celles de son époque et diffèrent de la plupart des autres ouvrages de vulgarisation de l'époque. Dans le cadre de la gravure on trouvait plusieurs lignes de dédicaces en latin louant le travail des étudiants en architecture. Avec ses différents modes de signature Diana était aussi connue pour ses longues dédicaces inscrites sur ses travaux.
Son dernier travail en date a été imprimé en 1588, intitulé Tombeau après Nogari. Après la mort de Francesco da Volterra, Diana s'est remariée avec Giulio Pelosi, un autre architecte.
Elle est restée à Rome jusqu'à sa mort, le 5 avril 1612.
Plusieurs gravures de sa composition ont été imprimées après sa mort.

## Œuvres dans les collections publiques
- Musée de Grenoble : plusieurs estampes.